# 淑女與髯
《淑女與髯》（日语：淑女と髯），為小津安二郎於1931年所拍攝，也是他的第二十部電影。由於前一部電影《大小姐》頗受好評，於是便再度由北村小松編劇、美男明星岡田時彥領銜主演，以八天的時間拍出這部喜劇，據說當時口碑遠超過《大小姐》。黑白默片，片長七十四分鐘。

## 劇情內容
岡島喜一是個劍道了得的學生，但是他留著一臉大鬍子頗令人生畏。他有一位好友行本輝雄，繼承了男爵的爵位，某日劍道比賽後，邀他到家裡參加妹妹幾子的生日派對。岡島在前往行本家的路上，遇見一不良少女正在勒索一位小姐，於是他立刻上前去，趕跑了不良少女與她的囉嘍們，救了那位小姐。之後岡島趕往行本家，那些參加派對的少女們對這個大鬍子的傢伙很是厭惡，便想故意捉弄他，叫他表演跳舞，怎知他竟然表演起劍舞，把女孩們都嚇跑了，尤其是幾子，從此對他更是討厭。
這件事不久以後，岡島便從學校畢業出社會了。他去應徵工作卻碰了壁，但巧的是之前曾蒙他搭救的女孩在這裡上班。這個女孩看到他的應徵資料，來到他住的地方。原來女孩名叫廣子，她告訴岡島，他沒有被錄用的原因，是由於社長對他的那一臉大鬍子很不敢恭維。她要求岡島去美容院，把鬍子通通都給刮乾淨。起初岡島認為這是他傳統男性的象徵，後來拗不過廣子的要求，就刮了鬍子。刮了鬍子後的岡島，活脫脫是個美男子，而且很快的就找到工作，是在一間飯店裡做男侍者。
其實廣子自從那時岡島幫她解圍以後，心裡就頗仰慕他，然而因為家裡並不有錢，母親一直希望她嫁給一位長年幫助她們母女的男士。此時岡島已有了正當的工作，前往她家答謝，廣子的母親看出他們兩個互有意思。甚至之後也到飯店裡去找岡島，措合他與廣子。
至於幾子，她原本是很討厭岡島的，但是哥哥輝雄卻一直不停的給她洗腦，告訴她古來英雄多留大鬍子，讓幾子已經有點心動，輝雄便帶她去找岡島。不料岡島刮了鬍子，搖身一變成為超級美男子，這讓幾子更是心儀不已。這時家中來了一對有錢母子，想要措合幾子跟這位有錢男子，不料幾子瞧不起他，該男被她激怒，事情便作罷。
有一天，岡島偶然在店裡見到曾經找廣子麻煩的不良少女。原來不良少女偷了一位有錢客人的飾品，並想要以岡島做為掩護。雖然岡島還認得這不良少女，但是因為刮了鬍子，對方早認不出來了。正直的岡島當然不會聽從少女的話，並且將該飾品物歸原主。
不良少女約岡島晚上出門，岡島果然赴約，並且貼上了已經刮掉的那些鬍子，讓少女知道他就是以前那個大鬍子，並把她強行帶回家曉以大義。不良少女原本叛逆不從，但最後卻也很是難過，因為岡島是第一個關心她的人，於是她對岡島有些愛慕，甚至堅持要留宿下來。就在這時，行本母子三人為了幾子的事來到岡島家，發現他與少女正在拉拉扯扯，頓時讓行本母親覺得他真是不檢點，拉著幾子揚長而去。
一夜過去，其實什麼事都沒發生。廣子前來送東西給岡島，發現岡島與之前勒索她的不良少女竟然同住一起，心裡有些不高興。經過岡島解釋以後，廣子決定要相信他。不良少女見到兩人相互的心意，自知不能拆散他們，決定不當第三者，並且發誓從此改過自新、走回正道。

## 演員
岡島喜一：岡田時彥飾

打字員廣子：川崎弘子飾

廣子之母：飯田蝶子飾

不良摩登女孩：伊達里子飾

行本輝雄：月田一郎飾

行本幾子：飯塚敏子飾

行本兄妹之母：吉川滿子飾

行本家管家：坂本武飾

劍道敵方主將：齋藤達雄飾

公司社長：岡田宗太郎飾

有錢摩登男子：南條康雄飾

摩登男子之母：葛城文子飾

劍道裁判：突貫小僧飾

## 工作人員
導演、創意：小津安二郎

原著、編劇：北村小松

攝影、剪接：茂原英雄、栗林實

美術：脇田世根一

燈光：中島利光